# Gordon McCallum
Pour les articles homonymes, voir McCallum.
Gordon Keith McCallum est un ingénieur du son britannique né le 26 mai 1919 à Chicago (Illinois) et mort le 10 septembre 1989 à Sherborne (Angleterre).

## Filmographie (sélection)
- 1942 : Ceux qui servent en mer (In Which We Serve) de Noël Coward et David Lean
- 1946 : Les Grandes Espérances (Great Expectations) de David Lean
- 1947 : Le Narcisse noir (Black Narcissus) de Michael Powell et Emeric Pressburger
- 1948 : Les Chaussons rouges (The Red Shoes) de Michael Powell et Emeric Pressburger
- 1948 : Oliver Twist de David Lean
- 1952 : Il importe d'être Constant (The Importance of Being Earnest) d'Anthony Asquith
- 1952 : Trois Dames et un as (The Card) de Ronald Neame
- 1953 : La Rose et l'Épée (The Sword and the Rose) de Ken Annakin
- 1954 : L'Homme au million (The Million Pound Note) de Ronald Neame
- 1955 : Deux Anglais à Paris (To Paris with Love) de Robert Hamer
- 1956 : Le Jardinier espagnol (The Spanish Gardener) de Philip Leacock
- 1956 : La Bataille du Rio de la Plata (The Battle of the River Plate) de Michael Powell et Emeric Pressburger
- 1957 : Le Prince et la Danseuse (The Prince and the Showgirl) de Laurence Olivier
- 1958 : La Blonde et le Shérif (The Sheriff of Fractured Jaw) de Raoul Walsh
- 1958 : Requins de haute mer (Sea Fury) de Cy Endfield
- 1958 : Les Vikings (The Vikings) de Richard Fleischer
- 1960 : Le Voyeur (Peeping Tom) de Michael Powell
- 1961 : Le Cid (El Cid) d'Anthony Mann
- 1962 : Les Enfants du capitaine Grant (In Search of the Castaways)  de Robert Stevenson
- 1963 : Le Prix d'un homme (This Sporting Life) de Lindsay Anderson
- 1963 : Les 55 jours de Pékin (55 Days at Peking) de Nicholas Ray
- 1964 : Goldfinger de Guy Hamilton
- 1964 : Le Plus Grand Cirque du monde (Circus World) d'Henry Hathaway
- 1964 : La Chute de l'empire romain (The Fall of the Roman Empire) d'Anthony Mann
- 1964 : Zoulou (Zulu) de Cyril R. Endfield
- 1965 : La Bataille des Ardennes (Battle of the Bulge) de Ken Annakin
- 1965 : Les Héros de Télémark (The Heroes of Telemark) d'Anthony Mann
- 1965 : Ces merveilleux fous volants dans leurs drôles de machines (Those Magnificent Men in their Flying Machines, or How I Flew from London to Paris in 25 Hours and 11 Minutes) de Ken Annakin
- 1966 : Fahrenheit 451 de François Truffaut
- 1966 : Le Gentleman de Londres (Kaleidoscope) de Jack Smight
- 1966 : Khartoum de Basil Dearden
- 1967 : On ne vit que deux fois (You Only Live Twice) de Lewis Gilbert
- 1968 : Prudence et la pilule (Prudence and the Pill) de Fielder Cook et Ronald Neame
- 1969 : Au service secret de Sa Majesté (On Her Majesty's Secret Service) de Peter Hunt
- 1969 : La Bataille d'Angleterre (Battle of Britain) de Guy Hamilton
- 1969 : L'Homme le plus dangereux du monde (The Chairman) de J. Lee Thompson
- 1970 : La Fille de Ryan (Ryan's Daughter) de David Lean
- 1970 : La Vie privée de Sherlock Holmes (The Private Life of Sherlock Holmes) de Billy Wilder
- 1971 : Les diamants sont éternels (Diamonds Are Forever) de Guy Hamilton
- 1971 : Un violon sur le toit (Fiddler on the Roof) de Norman Jewison
- 1972 : La vie tumultueuse de Lady Caroline Lamb de Robert Bolt
- 1972 : Frenzy d'Alfred Hitchcock
- 1973 : Jesus Christ Superstar de Norman Jewison
- 1973 : Chacal (The Day of the Jackal) de Fred Zinnemann
- 1974 : Le Dossier Odessa (The Odessa File) de Ronald Neame
- 1974 : Gold de Peter Hunt
- 1975 : L'Homme qui voulut être roi (The Man Who Would Be King) de John Huston
- 1975 : Rollerball de Norman Jewison
- 1976 : Sherlock Holmes attaque l'Orient-Express (The Seven-Per-Cent Solution) d'Herbert Ross
- 1977 : L'Espion qui m'aimait (The Spy Who Loved Me) de Lewis Gilbert
- 1978 : Superman de Richard Donner
- 1979 : Moonraker de Lewis Gilbert
- 1980 : Le Commando de Sa Majesté (The Sea Wolves) d'Andrew V. McLaglen
- 1981 : Rien que pour vos yeux (For Your Eyes Only) de John Glen
- 1982 : Blade Runner de Ridley Scott
- 1982 : The Wall (Pink Floyd The Wall) d'Alan Parker
- 1982 : Victor Victoria de Blake Edwards
- 1983 : Octopussy de John Glen
- 1984 : La Taupe (The Jigsaw Man) de Terence Young
- 1984 : Greystoke, la légende de Tarzan (Greystoke: The Legend of Tarzan, Lord of the Apes) de Hugh Hudson

## Distinctions

### Récompenses
- Oscars 1972 : Oscar du meilleur mixage de son pour Un violon sur le toit
- BAFTA 1974 : BAFA du meilleur son pour Jesus Christ Superstar

### Nominations
- Oscar du meilleur mixage de son
  - en 1971 pour La Fille de Ryan
  - en 1972 pour Les diamants sont éternels
  - en 1979 pour Superman
- BAFA du meilleur son
  - en 1971 pour La Fille de Ryan
  - en 1972 pour Un violon sur le toit
  - en 1975 pour Gold
  - en 1976 pour Rollerball
  - en 1979 pour Superman
  - en 1985 pour Greystoke, la légende de Tarzan